# Wind Beneath My Wings
Wind Beneath My Wings ist ein Lied von Roger Whittaker aus dem Jahr 1982, das von Jeff Silbar und Larry Henley geschrieben wurde.

## Geschichte
Silbar und Henley nahmen ein Demo des Songs auf, das sie zuerst dem Musiker Bob Montgomery gaben. Bob Montgomery änderte das Midtempo des Liedes so, dass man von einer Ballade sprechen konnte. In dieser Fassung hörte ihn Whittaker und veröffentlichte ihn auf dem gleichnamigen Album, wobei sowohl das Album als auch die Single kein Charterfolg wurden.

## Coverversion von Bette Midler
Im Jahr 1989 erschien Bette Midlers Coverversion des Songs, die Soundtrack des Filmes Freundinnen war. Die Veröffentlichung war am 1. März 1989 in den Vereinigten Staaten und Australien wurde es ein Nummer-eins-Hit. Bei den Grammy Awards 1990 gewann der Song in den Kategorien Single des Jahres und Song des Jahres. Am 24. Oktober 1991 zeichnete die Recording Industry Association of America das Lied mit Platin für den Verkauf von einer Million Exemplare aus. Laut einer Umfrage von 2002 in Großbritannien ist Wind Beneath My Wings in der Version von Bette Midler das meistgespielte Lied auf Beerdigungen. 2004 erreichte es in der Liste AFI’s 100 Years … 100 Songs Platz 44. Anlässlich der Oscarverleihung 2014 sang Midler den Song live, ebenso sang sie ihn in der Episode Krusty, der TV Star von den Simpsons zusammen mit Krusty, dem Clown.

### Chartplatzierungen
| ChartsChartplatzierungen       | Höchstplatzierung | Wochen |
| ------------------------------ | ----------------- | ------ |
| Vereinigte Staaten (Billboard) | 1 (29 Wo.)        | 29     |
| Vereinigtes Königreich (OCC)   | 5 (13 Wo.)        | 13     |

| ChartsJahrescharts (1989)      | Platzierung |
| ------------------------------ | ----------- |
| Vereinigte Staaten (Billboard) | 7           |

### Auszeichnungen für Musikverkäufe
| Land/Region                  | Auszeichnungen für Musikverkäufe (Land/Region, Auszeichnung, Verkäufe) | Verkäufe  |
| ---------------------------- | ---------------------------------------------------------------------- | --------- |
| Australien (ARIA)            | Platin                                                                 | 70.000    |
| Vereinigte Staaten (RIAA)    | Platin                                                                 | 1.000.000 |
| Vereinigtes Königreich (BPI) | Gold                                                                   | 400.000   |
| Insgesamt                    | 1× Gold · 2× Platin ·                                                  | 1.470.000 |

## Andere Coverversionen
- 1982: Sheena Easton
- 1983: Lou Rawls
- 1983: Gladys Knight & the Pips
- 1983: Lee Greenwood
- 1984: B. J. Thomas
- 1985: Patti LaBelle
- 1987: Willie Nelson
- 1987: Perry Como
- 1987: Jack Jones
- 1990: Paloma San Basilio
- 1991: Shirley Bassey
- 1993: Nana Mouskouri
- 1993: Päivi Paunu (Tuuli alla siipien)
- 1995: Angelika Milster (Du bist wie der Wind)
- 1995: Royal Philharmonic Orchestra
- 1996: Kenny Rogers
- 1998: Claudia Jung (Du bist der Wind, der meine Flügel trägt)
- 1998: Michael Ball
- 1999: Marti Webb
- 2002: Sonata Arctica
- 2009: Lara Fabian